# Chloridolum lanyuanum
Chloridolum lanyuanum är en skalbaggsart som beskrevs av Hayashi 1984. Chloridolum lanyuanum ingår i släktet Chloridolum och familjen långhorningar.
Artens utbredningsområde är Taiwan. Inga underarter finns listade i Catalogue of Life.